# مايك والكر
مايك والكر (بالإنجليزية: Mike Walker)‏ هو لاعب كرة قاعدة أمريكي، ولد في 4 أكتوبر 1966 في شيكاغو في الولايات المتحدة.

## وصلات خارجية
- مايك والكر على موقعبيزبول رفرنس.كوم (الدوري الرئيسي) (الإنجليزية)
- مايك والكر على موقعبيزبول رفرنس.كوم (الدوري الثانوي) (الإنجليزية)